# 松平康郷 (久松松平家)
松平 康郷（まつだいら やすさと）は、江戸時代中期の旗本。官位は従五位下・伊勢守、安房守、豊前守、因幡守、中務少輔。

## 略歴
伊勢国長島藩2代藩主・松平忠充の五男として誕生した。母は側室。初名は尚慶（なおよし）。
元禄15年（1702年）8月21日、父の改易に伴い長島藩は廃藩、代わって兄の康顕が信濃国佐久郡5000石（下県知行所）を、康郷も同地に1000石を賜り、各々寄合に列する。
元禄16年（1703年）3月28日、5代将軍・徳川綱吉に拝謁する。正徳2年（1712年）、康顕の養子となり、自身の1000石は収公されたが、正徳3年（1713年）2月24日、康顕の死去に伴い、遺領の5000石を相続し、同4月1日、改めて7代将軍・徳川家継に拝謁する。
享保元年（1716年）12月19日、中奥小姓、享保9年（1724年）閏4月7日、御小姓番頭となる。享保10年（1725年）から翌年にかけて2度、8代将軍・徳川吉宗の下総国小金原での鷹狩に随行し、享保11年（1726年）5月28日、書院番頭に移る。享保15年（1730年）1月11日、大番頭となる。
元文4年（1739年）9月6日から寛延4年（1751年）3月25日まで駿府城代を務めた後、江戸城西の丸の御側に移る。この際、吉宗から刀を拝領する。宝暦10年（1760年）、10代将軍・徳川家治が江戸城本丸に移るのに従い、政事を執啓する。宝暦12年（1762年）12月25日、家治次男の徳川貞次郎誕生の時、時服6領と白銀50枚を賜わる。
明和2年（1765年）1月28日、下総飯笹6000石（下総香取郡、上総国埴生郡、同長柄郡、武蔵国秩父郡）に加増転封となる。
安永元年（1772年）7月2日に致仕し、服5領と養老料として廩米500俵を賜り、また天明6年（1786年）家治50歳の祝宴の際、八丈縞3端を賜る。
寛政元年（1789年）に江戸で死去。享年97。法名は道仙。橋場の総泉寺に葬られた。子孫は幕末まで旗本として存続する。